# 沃伊切赫·苏库德拉尔塞克
沃伊切赫·苏库德拉尔塞克（波蘭語：Wojciech Szkudlarczyk，1986年1月8日—），波蘭男子羽毛球運動員。多年來主要活躍於歐洲各國舉行的國際挑戰賽及國際系列賽級別賽事；擅長雙打項目，男雙和混雙的主要搭檔分別為卢卡斯·莫伦和阿格涅什卡·维特科夫斯卡。

## 簡歷
2011年，苏库德拉尔塞克在各項國際賽事取得不錯的成績。他和男雙搭檔卢卡斯·莫伦先後赢得斯洛文尼亞國際賽、立陶宛公開賽和瑞士國際賽三項冠軍，又在瑞典斯德哥爾摩國際賽、斯洛伐克公開賽拿得亞軍；至於混雙方面，他亦和阿格涅什卡·维特科夫斯卡先後赢得波蘭國際賽、斯洛文尼亞國際賽、立陶宛公開賽、斯洛伐克公開賽和蘇格蘭國際賽四項亞軍。
2012年，苏库德拉尔塞克和卢卡斯·莫伦只能贏得波蘭公開賽一項冠軍，以及在較高級別的荷蘭大獎賽打進四強；而混雙方面，他和阿格涅什卡·维特科夫斯卡則赢得白夜羽毛球賽和波蘭公開賽兩項亞軍。
2013年，苏库德拉尔塞克和卢卡斯·莫伦先後在荷蘭國際賽和保加利亞國際賽赢得冠軍，以及在年末進行的意大利國際賽拿得亞軍。年內，他和混雙搭檔阿格涅什卡·维特科夫斯卡赢得了波蘭公開賽和西班牙公開賽亞軍；维特科夫斯卡在同年的世錦賽後改與罗伯特·马特斯亚克搭檔，苏库德拉尔塞克其後則專注男子雙打賽事。
2014年，苏库德拉尔塞克和卢卡斯·莫伦贏得了西班牙公開賽和白夜羽毛球賽兩項冠軍，以及瑞典羽毛球大師賽和捷克國際賽兩項亞軍。

## 主要比賽成績
只列出曾進入準決賽的國際賽事成績：
| 年份   | 賽事                       | 公開賽級別 | 項目     | 拍檔                    | 成績   |
| ------ | -------------------------- | ---------- | -------- | ----------------------- | ------ |
| 2009年 | 瑞典斯德哥爾摩羽毛球國際賽 | 國際挑戰賽 | 男子雙打 | 亚当·克瓦林纳           | 準決賽 |
| 2009年 | 波蘭羽毛球國際賽           | 國際挑戰賽 | 混合雙打 | 阿格涅什卡·维特科夫斯卡 | 準決賽 |
| 2009年 | 捷克羽毛球國際賽           | 國際挑戰賽 | 混合雙打 | 阿格涅什卡·维特科夫斯卡 | 準決賽 |
| 2009年 | 保加利亞羽毛球國際賽       | 國際挑戰賽 | 男子雙打 | 亚当·克瓦林纳           | 準決賽 |
| 2009年 | 匈牙利羽毛球國際賽         | 國際系列賽 | 男子雙打 | 亚当·克瓦林纳           | 冠軍   |
| 2009年 | 匈牙利羽毛球國際賽         | 國際系列賽 | 混合雙打 | 阿格涅什卡·维特科夫斯卡 | 冠軍   |
| 2010年 | 土耳其羽毛球國際賽         | 國際系列賽 | 混合雙打 | 阿格涅什卡·维特科夫斯卡 | 準決賽 |
| 2011年 | 瑞典斯德哥爾摩羽毛球國際賽 | 國際挑戰賽 | 男子雙打 | 卢卡斯·莫伦             | 亞軍   |
| 2011年 | 波蘭羽毛球國際賽           | 國際挑戰賽 | 混合雙打 | 阿格涅什卡·维特科夫斯卡 | 準決賽 |
| 2011年 | 斯洛文尼亞羽毛球國際賽     | 國際系列賽 | 男子雙打 | 卢卡斯·莫伦             | 冠軍   |
| 2011年 | 斯洛文尼亞羽毛球國際賽     | 國際系列賽 | 混合雙打 | 阿格涅什卡·维特科夫斯卡 | 亞軍   |
| 2011年 | 立陶宛羽毛球公開賽         | 國際系列賽 | 男子雙打 | 卢卡斯·莫伦             | 冠軍   |
| 2011年 | 立陶宛羽毛球公開賽         | 國際系列賽 | 混合雙打 | 阿格涅什卡·维特科夫斯卡 | 亞軍   |
| 2011年 | 斯洛伐克羽毛球公開賽       | 國際系列賽 | 男子雙打 | 卢卡斯·莫伦             | 亞軍   |
| 2011年 | 斯洛伐克羽毛球公開賽       | 國際系列賽 | 混合雙打 | 阿格涅什卡·维特科夫斯卡 | 亞軍   |
| 2011年 | 瑞士羽毛球國際賽           | 國際挑戰賽 | 男子雙打 | 卢卡斯·莫伦             | 冠軍   |
| 2011年 | 匈牙利羽毛球國際賽         | 國際系列賽 | 男子雙打 | 卢卡斯·莫伦             | 亞軍   |
| 2011年 | 匈牙利羽毛球國際賽         | 國際系列賽 | 混合雙打 | 阿格涅什卡·维特科夫斯卡 | 準決賽 |
| 2011年 | 蘇格蘭羽毛球國際賽         | 國際挑戰賽 | 男子雙打 | 卢卡斯·莫伦             | 準決賽 |
| 2011年 | 蘇格蘭羽毛球國際賽         | 國際挑戰賽 | 混合雙打 | 阿格涅什卡·维特科夫斯卡 | 亞軍   |
| 2011年 | 意大利羽毛球國際賽         | 國際挑戰賽 | 混合雙打 | 阿格涅什卡·维特科夫斯卡 | 準決賽 |
| 2012年 | 白夜羽毛球賽               | 國際挑戰賽 | 男子雙打 | 卢卡斯·莫伦             | 準決賽 |
| 2012年 | 白夜羽毛球賽               | 國際挑戰賽 | 混合雙打 | 阿格涅什卡·维特科夫斯卡 | 亞軍   |
| 2012年 | 波蘭羽毛球公開賽           | 國際系列賽 | 男子雙打 | 卢卡斯·莫伦             | 冠軍   |
| 2012年 | 波蘭羽毛球公開賽           | 國際系列賽 | 混合雙打 | 阿格涅什卡·维特科夫斯卡 | 亞軍   |
| 2012年 | 捷克羽毛球國際賽           | 國際挑戰賽 | 男子雙打 | 卢卡斯·莫伦             | 準決賽 |
| 2012年 | 荷蘭羽毛球大獎賽           | 大獎賽     | 男子雙打 | 卢卡斯·莫伦             | 準決賽 |
| 2013年 | 瑞典斯德哥爾摩羽毛球國際賽 | 國際挑戰賽 | 男子雙打 | 卢卡斯·莫伦             | 準決賽 |
| 2013年 | 伊朗羽毛球國際挑戰賽       | 國際挑戰賽 | 男子雙打 | 卢卡斯·莫伦             | 準決賽 |
| 2013年 | 波蘭羽毛球公開賽           | 國際挑戰賽 | 混合雙打 | 阿格涅什卡·维特科夫斯卡 | 亞軍   |
| 2013年 | 荷蘭羽毛球國際賽           | 國際挑戰賽 | 男子雙打 | 卢卡斯·莫伦             | 冠軍   |
| 2013年 | 西班牙羽毛球公開賽         | 國際挑戰賽 | 混合雙打 | 阿格涅什卡·维特科夫斯卡 | 亞軍   |
| 2013年 | 比利時羽毛球國際賽         | 國際挑戰賽 | 男子雙打 | 卢卡斯·莫伦             | 準決賽 |
| 2013年 | 保加利亞羽毛球國際賽       | 國際挑戰賽 | 男子雙打 | 卢卡斯·莫伦             | 冠軍   |
| 2013年 | 意大利羽毛球國際賽         | 國際挑戰賽 | 男子雙打 | 卢卡斯·莫伦             | 亞軍   |
| 2014年 | 瑞典羽毛球大師賽           | 國際挑戰賽 | 男子雙打 | 卢卡斯·莫伦             | 亞軍   |
| 2014年 | 西班牙羽毛球公開賽         | 國際挑戰賽 | 男子雙打 | 卢卡斯·莫伦             | 冠軍   |
| 2014年 | 白夜羽毛球賽               | 國際挑戰賽 | 男子雙打 | 卢卡斯·莫伦             | 冠軍   |
| 2014年 | 捷克羽毛球國際賽           | 國際挑戰賽 | 男子雙打 | 卢卡斯·莫伦             | 亞軍   |
| 2015年 | 瑞典羽毛球大師賽           | 國際挑戰賽 | 男子雙打 | 卢卡斯·莫伦             | 準決賽 |
| 2015年 | 波蘭羽毛球國際賽           | 國際系列賽 | 男子雙打 | 帕维尔·皮特里亚         | 亞軍   |
| 2016年 | 冰島羽毛球國際賽           | 國際系列賽 | 男子雙打 | 帕维尔·皮特里亚         | 準決賽 |
| 2016年 | 葡萄牙羽毛球國際賽         | 國際系列賽 | 男子雙打 | 帕维尔·皮特里亚         | 準決賽 |
| 2016年 | 立陶宛羽毛球國際賽         | 未來系列賽 | 男子雙打 | 卢卡斯·莫伦             | 冠軍   |
| 2016年 | 斯洛伐克羽毛球公開賽       | 未來系列賽 | 男子雙打 | 卢卡斯·莫伦             | 冠軍   |
| 2016年 | 芬蘭羽毛球國際賽           | 國際系列賽 | 男子雙打 | 卢卡斯·莫伦             | 亞軍   |
| 2017年 | 波蘭羽毛球公開賽           | 國際挑戰賽 | 男子雙打 | 卢卡斯·莫伦             | 冠軍   |
| 2017年 | 捷克羽毛球國際賽           | 未來系列賽 | 男子雙打 | 卢卡斯·莫伦             | 冠軍   |
| 2017年 | 立陶宛羽毛球國際賽         | 未來系列賽 | 男子雙打 | 卢卡斯·莫伦             | 亞軍   |

| 2007-2017年 | 首要超級賽 | 超級賽 | 黃金大獎賽 | 大獎賽 | 國際挑戰賽 | 國際系列賽 | 未來系列賽 | 其他 |

| 2018-2026年 | 總決賽 | 超級1000賽 | 超級750賽 | 超級500賽 | 超級300賽 | 超級100賽 | 國際挑戰賽 | 國際系列賽 | 未來系列賽 | 其他 |

### 奧運會和世錦賽參賽紀錄
|          | 搭檔                    | 2006 | 2007 | 2008 | 2009 | 2010 | 2011 | 2012 | 2013        | 2014 |
| -------- | ----------------------- | ---- | ---- | ---- | ---- | ---- | ---- | ---- | ----------- | ---- |
| 男子雙打 | 卢卡斯·莫伦             | 48強 | －   | －   | －   | －   | 48強 | －   | 48強 (退賽) | 32強 |
|          |                         |      |      |      |      |      |      |      |             |      |
| 混合雙打 | 阿格涅什卡·维特科夫斯卡 | －   | －   | －   | －   | 32強 | 32強 | －   | －          | －   |